# Starješina (slobodno zidarstvo)
Starješina ili časni majstor (engl. Worshipful Master; fran. vénérable maître) ili majstor stola (njem. Meister vom Stuhl) je titula i dužnost u slobodnom zidarstvu, dodijeljena slobodnom zidaru koji je izabran da vodi masonsku ložu. 
Ekvivalentna dužnost na razini velike lože je veliki majstor. Veliki majstor predsjedava nad velikom ložom i ima određene ovlasti nad svim ložama unutar svoje nadležnosti.

## Dužnosti
Starješina sjedi na istoku lože, predsjedava svim poslovima lože i ima značajne ovlasti, često bez potrebe za daljnjim konzultacijama s članovima. On također predvodi rituale i ceremonije.
Dužnost starješine predstavlja najvišu čast koju loža može dodijeliti bilo kojem svom članu. Ova se pozicija obnavlja svake godine. Kriteriji za izbor starješine variraju među nadležnostima, no u većini je slučajeva uvjet da kandidat prethodno obnaša dužnost nadzornika. U praksi, lože obično nominiraju i biraju starijeg nadzornika iz prethodne godine na izborima bez protukandidata.
Obilježja starješine su prvi čekić lože te kutnik kojeg nosi na vrpci oko vrata.

### Bivši starješina
Po završetku svog mandata, starješina postaje "bivši starješina" (engl. Past Master). Dužnosti i privilegije bivših starješine variraju od lože do lože i od nadležnosti do nadležnosti. Na primjer, u nekim nadležnostima bivši starješina postaju doživotni članovi velike lože, dok u drugima nemaju taj status. U većini nadležnosti, bivši starješina zadržava titulu "uvaženi" ili "časni" (Worshipful), iako se u nekim sredinama ta titula koristi isključivo za aktualne starješine.

## Poznate starješine
- grof Ivan Drašković (Loža "Ratno prijateljstvo", 1768. – 1770.)
- grof Stjepan Niczky (Loža "Savršeni savez", 1772. – 1777.)
- Josip Galjuf (Loža "Mudrost", 1778.)
- Ivan Bojničić (Loža "Hrvatska vila", 1892. – 1894.)
- Spiridion Brusina (Loža "Hrvatska vila", 1894. – 1900.)
- princ Edward, vojvoda od Kenta (Loža "Kraljevska alfa" br. 16 u Londonu, 1965. i 1966.)